# Doboj jug
Doboj jug (letteralmente: «Doboj sud») è un comune della Federazione di Bosnia ed Erzegovina situato nel Cantone di Zenica-Doboj con 4.409 abitanti al censimento 2013.
La costituzione del comune è successiva alla guerra degli anni novanta quando il comune di Doboj è stato diviso tra la Federazione di Bosnia ed Erzegovina e la Repubblica Serba di Bosnia ed Erzegovina.